# Mażeken Butin
Mażeken Jesenowicz Butin (ros. Мажекен Есенович Бутин, ur. 17 stycznia 1910 we wsi Żydeli w guberni tomskiej, zm. 8 października 1974 w Ałma-Acie) – polityk Kazachskiej SRR.

## Życiorys
Od 1927 do 1929 uczył się na kursach buchalteryjnych w Uralsku, od 1929 do 1931 studiował w Leningradzkim Instytucie Spółdzielni Spożywców, a 1931-1933 na aspiranturze Moskiewskiego Instytutu Gospodarki i Towaroznawstwa, później kierował jednym z wydziałów instytutu prawnego. Następnie do 1937 był adiunktem wyższej komunistycznej szkoły rolniczej w Ałma-Acie, 1937-1940 kierował wydziałem Czelabińskiego Instytutu Metali Nieżelaznych jako dziekan, w 1940 został przyjęty do WKP(b). W 1940 został zastępcą szefa i potem szefem Wydziału Budów Specjalnych NKWD ZSRR w Kujbyszewie, 1943-1945 był I zastępcą ludowego komisarza przemysłu spożywczego Kazachskiej SRR, 1945-1947 ludowym komisarzem/ministrem przemysłu spożywczego Kazachskiej SRR, 1947-1949 ministrem przemysłu używkowego Kazachskiej SRR, a 1949-1953 ponownie ministrem przemysłu spożywczego Kazachskiej SRR. W 1953 pełnił funkcję I wiceministra przemysłu lekkiego i spożywczego Kazachskiej SRR, 1953-1954 ministra przemysłu artykułów spożywczych, a 1954-1957 przewodniczącego Komitetu Wykonawczego Akmolińskiej Rady Obwodowej. W 1957 został kierownikiem wydziału obrachunku buchalteryjnego Kazachskiego Uniwersytetu Państwowego im. Kirowa, 1963-1967 kierował wydziałem Ałmaackiego Instytutu Gospodarki Narodowej, a od 1967 do śmierci był I wiceministrem przemysłu spożywczego Kazachskiej SRR. Miał tytuł doktora nauk ekonomicznych i profoesora.

## Odznaczenia
- Order Czerwonego Sztandaru Pracy (dwukrotnie)
- Order Wojny Ojczyźnianej I klasy
- Zasłużony Ekonomista Kazachskiej SRR